# Hsinchu
Hsinchu (chinesisch 新竹市, Pinyin Xīnzhú Shì, Tongyong Pinyin Sinjhú Shìh, W.-G. Hsin-chu Shih, Zhuyin ㄒㄧㄣ ㄓㄨˊ ㄕˋ – „neuer oder frischer Bambus-Stadt“) ist eine kreisfreie Stadt im Nordwesten der Republik China auf Taiwan mit 457.441 Einwohnern und einer Fläche von 104,1526 km² (Stand: September 2024). Sie wird oftmals die „windige Stadt“ genannt (風城 / 风城,  fēngchéng – „Stadt des Windes“), wegen ihres starken Windes aus der Taiwanstraße, und ist für die hohe Konzentration von Halbleiterherstellern im Hsinchu-Wissenschaftspark bekannt.

## Geschichte

### Qing-Herrschaft

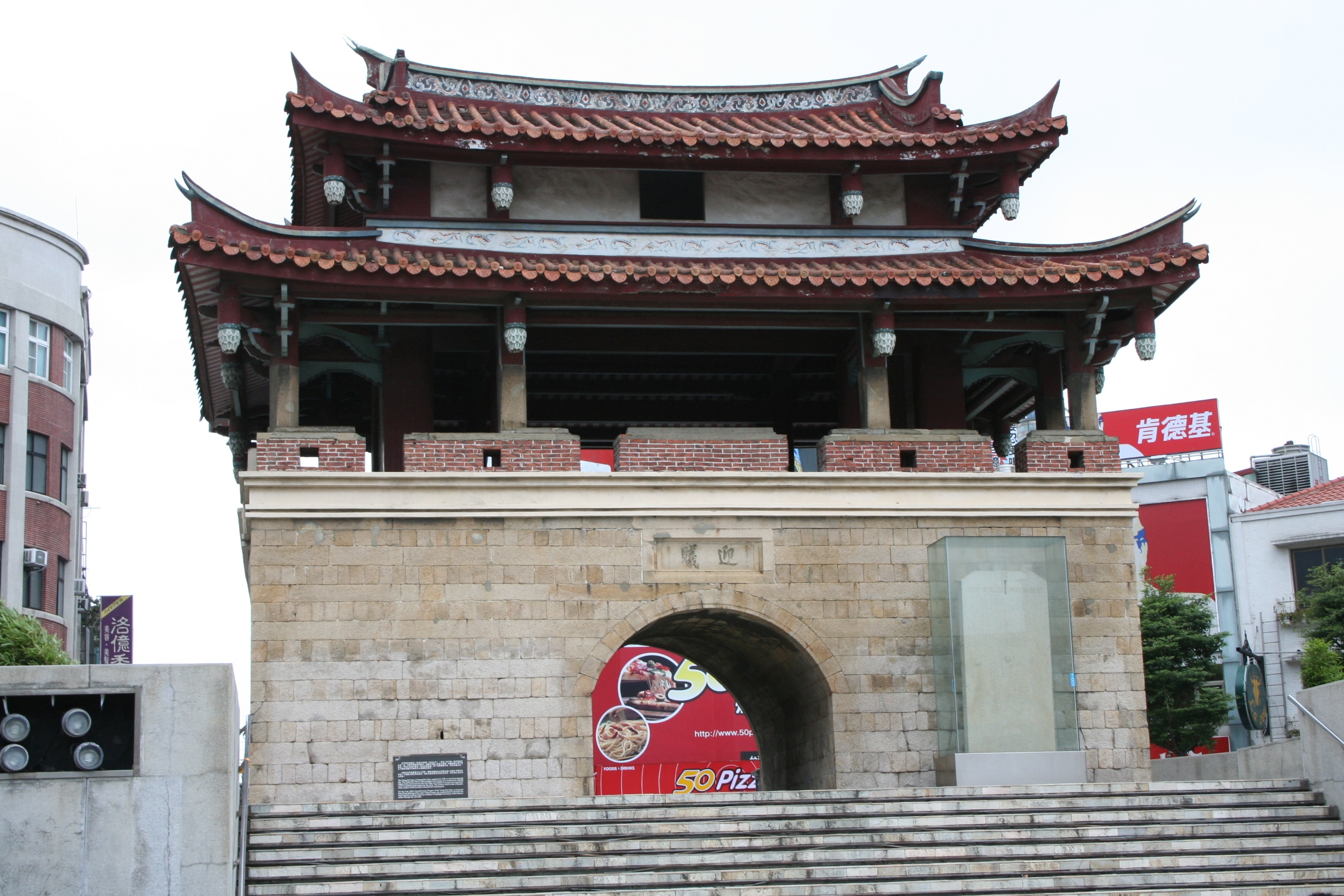
Das alte Osttor Yíngxī – 迎曦

Die Stadt Hsinchu war einst die Heimat der Taokas, eines der Ureinwohnerstämme Taiwans. Diese lebten ursprünglich in den Feuchtgebieten um Xiangshan und erschlossen sich die nördlichen Gebiete Hsinchus erst später.
Der alte Name des Ortes war „Zhúqiàn“, was so viel wie „Bambusgraben“ bedeutet. Zur Zeit der Qing-Dynastie wanderte 1711 Wang Shijie (王世傑 / 王世杰,  Wáng Shìjié), der erste Siedler aus Süd-Fujian, nach Hsinchu ein. Er lebte in der Gasse 36 der Dongqian-Straße (東前街36傑,  Dōngqiánjiē 36 Jié), der ältesten Straße in Hsinchu, die auch die „dunkle Straße“ genannt wird. Viele der heutigen Felder wurden zu dieser Zeit angelegt. 1723 wurde die Unter-Präfektur Danshui in Hsinchu gegründet. Um die Sicherheit der Stadt zu verbessern, wurden elf Jahre später Bambus für eine Stadtbefestigung angebaut und vier Turmtore errichtet. Nun passte der Name Hsinchu (新竹,  Xīnzhú), „Neuer Bambus“.
1826 forderten 47 Mitglieder der lokalen Oberschicht, u. a. der erste Jinshi (進士 / 进士,  jìnshì) Taiwans Zheng Yongxi (鄭用錫 / 郑用锡,  Zhèng Yòngxí), eine Mauer aus Stein zu errichten, welche von den Einwohnern finanziert werden sollte. Dem Anliegen wurde stattgegeben und eine neue Stadtmauer mit Graben und vier Turmtoren wurden gebaut: das Osttor Yingxi (迎曦,  Yíngxī), das Westtor Yishuang (挹爽,  Yìshuǎng), das Südtor Gexun (歌薰) und das Nordtor Gongchen (拱辰). Des Weiteren wurden die zu den Toren führenden Straßen auf 3,8 m erweitert. Heutzutage sind nur noch das Osttor und Teile des Grabens erhalten geblieben.
1875 löste der kaiserliche Qing-Hof die Unter-Präfektur Danshui auf und gliederte Nordtaiwan in die drei Bezirke Danshui, Hsinchu und Yilan. Die Landkreise Hsinchu und Yilan bestehen noch heute.

### Japanische Kolonialzeit und Republik China
Im 1895 musste China die Insel Taiwan an Japan abtreten. Unter der Herrschaft der Japaner wurde Hsinchu als Sub-Präfektur organisiert. Während der folgenden 50 Jahre änderte sich das Bild der Stadt grundlegend. Es wurden eine Bahnlinie gebaut, die Straßen erweitert und viele alte Gebäude und die Stadtmauer niedergerissen. Ab 1920 war Hsinchu die Hauptstadt der neu eingerichteten Präfektur Shinchiku, die das Gebiet der Stadt Hsinchu und das der heutigen Landkreise Hsinchu, Miaoli sowie der Stadt Taoyuan umfasste.
Nachdem Taiwan nach dem Zweiten Weltkrieg an die Republik China gekommen war, erfolgte eine Verwaltungsreform und Hsinchu wurde am 28. Februar 1946 zu einer kreisfreien Stadt. Das Stadtgebiet war damals in sieben Bezirke eingeteilt: Nord, Ost, West, Süd, Zhudong, Baoshan und Xiangshan. Am 25. Oktober 1951 wurde die Stadt um das Gebiet der heutigen Landkreisgemeinden Guanxi, Xinpu, Hukou, Hongmao, Zhubei, Huangshan, Qionglin, Beipu und Emei vergrößert, so dass diese den größten Teil des heutigen Landkreises Hsinchu umfasste. Schon im Folgejahr verlor sie jedoch im Rahmen einer weiteren Verwaltungsreform ihre Kreisfreiheit, wurde Teil des Landkreises Hsinchu und auf die fusionierten ehemaligen Bezirke Nord, Ost, West und Süd begrenzt.
Die Regierung der Republik China, die anfänglich noch ganz China regierte, konzentrierte ihre Arbeit auf die industrielle Entwicklung und die Erschließung mineralischer und energetischer Ressourcen. 1980 wurde in Hsinchu der Hsinchu-Wissenschaftspark gegründet und brachte der Stadt High-Tech und technische Erzeugnisse in hoher Qualität aus eigener Produktion. Von großer Bedeutung wurde das 1973 in Hsinchu gegründete Forschungsinstitut für Industrietechnologie (ITRI), das die Keimzelle für die IT-Industrie Taiwans darstellte.
Zum 1. Juli 1982 wurde die Kreisstadt Hsinchu um die Gemeinde Xiangshan vergrößert, erhielt danach den Status einer kreisfreien Stadt in der Provinz Taiwan und schied damit aus dem Landkreis aus. Am 1. November 1990 erfolgte die administrative Einteilung in drei Stadtbezirke – Nord, Ost und Xiangshan.

## Administrative Gliederung

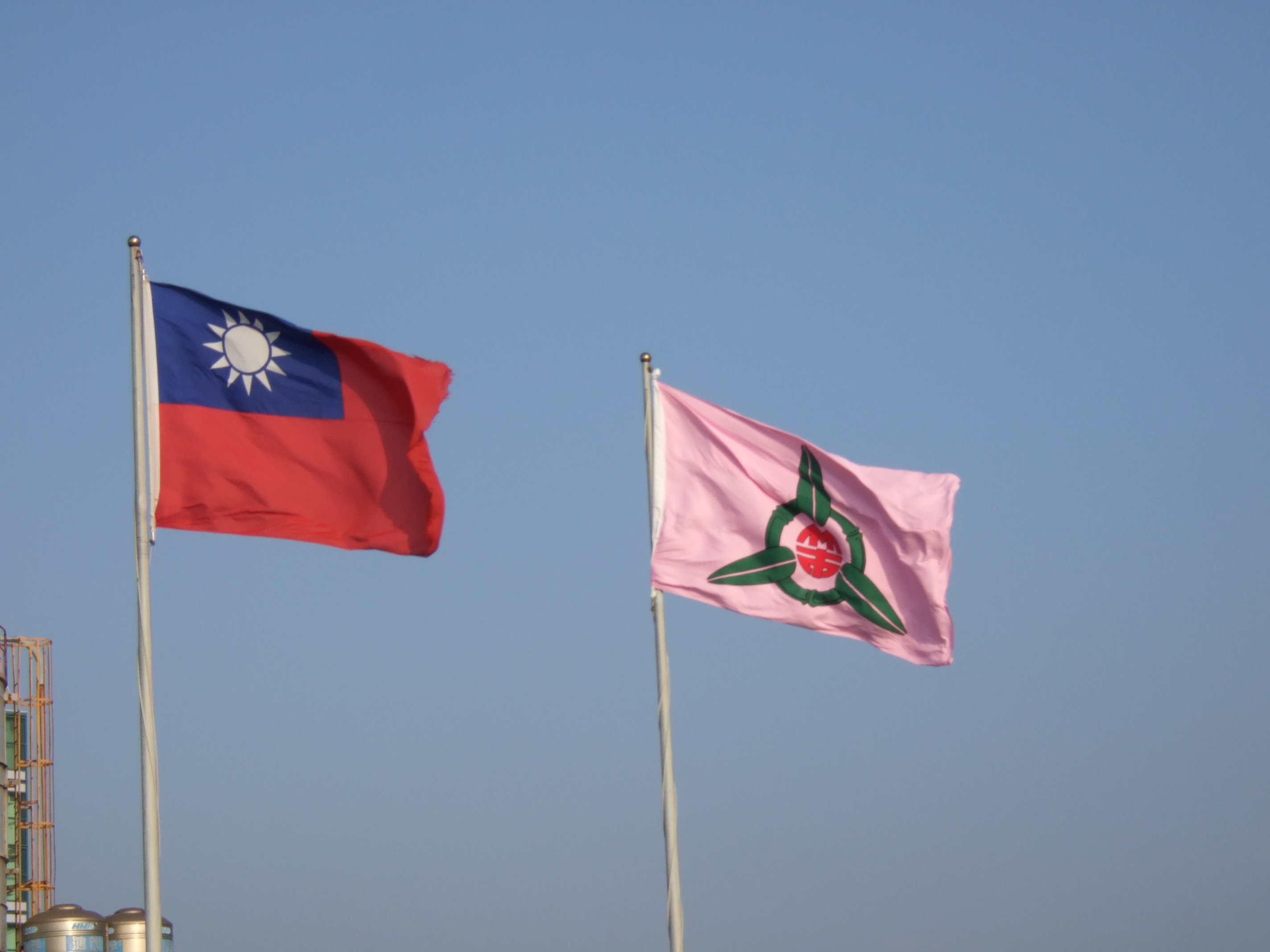
Flagge der Stadt (rechts) und Nationalflagge

Hsinchu ist in drei Bezirke (區 Qu) eingeteilt, die wiederum in zusammen 120 Stadtteile (里 Lì) unterteilt sind:
|            | Bezirk (deutsch, chin., Hanyu Pinyin) | Bezirk (deutsch, chin., Hanyu Pinyin) | Einwohner 2024 | Fläche km² | Bev.-dichte Einw./km² |
| Nordbezirk | 北區, Běi qū                          | 153.942                               | 15,7267        | 9.787      |                       |
| Ostbezirk  | 東區, Dōng qū                         | 224.146                               | 33,5768        | 6.676      |                       |
| Xiangshan  | 香山區, Xiāngshān qū                  | 079.353                               | 54,8491        | 1.447      |                       |

Quelle:

## Wirtschaft

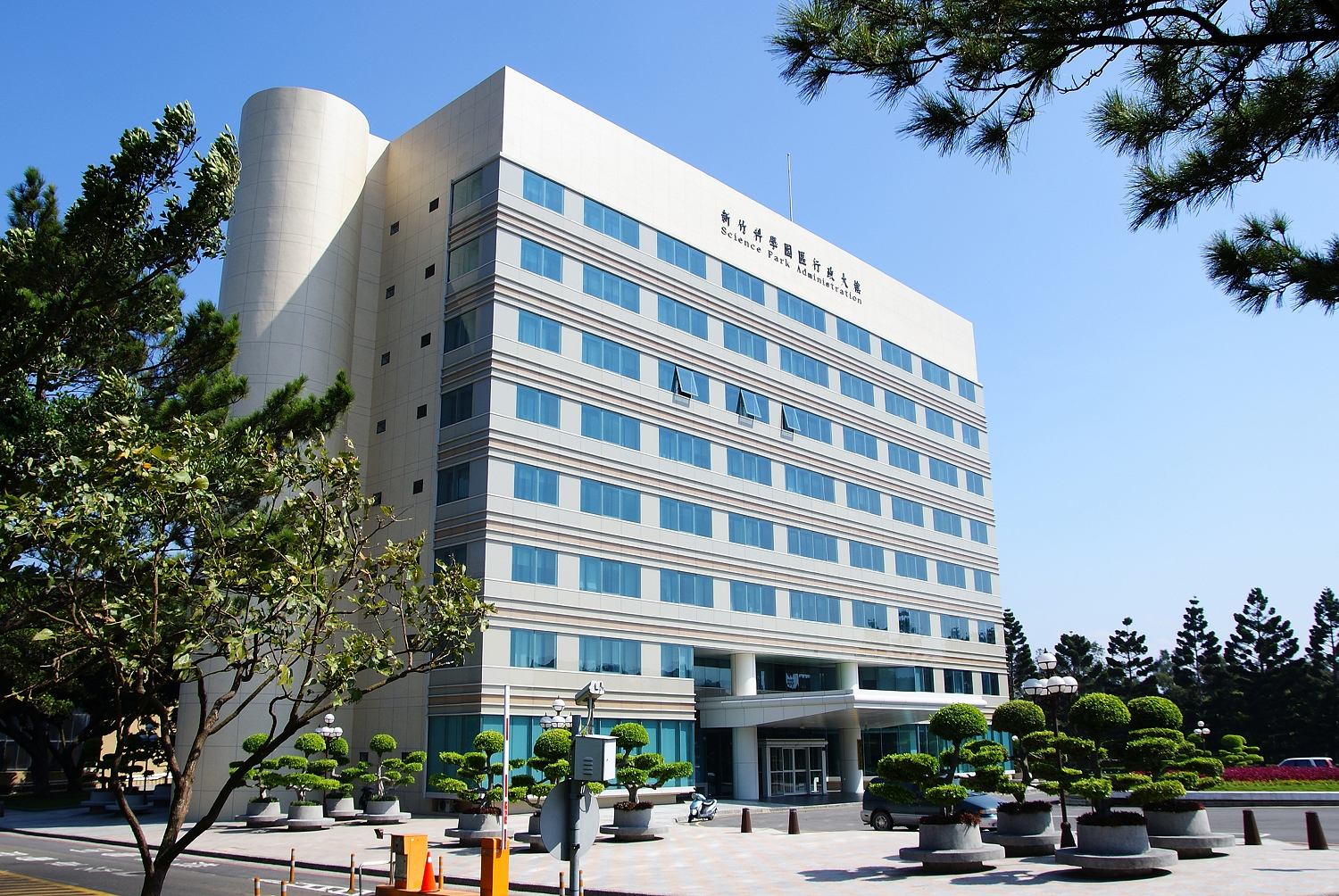
Verwaltungsgebäude im Industrie- und Wissenschaftspark Hsinchu

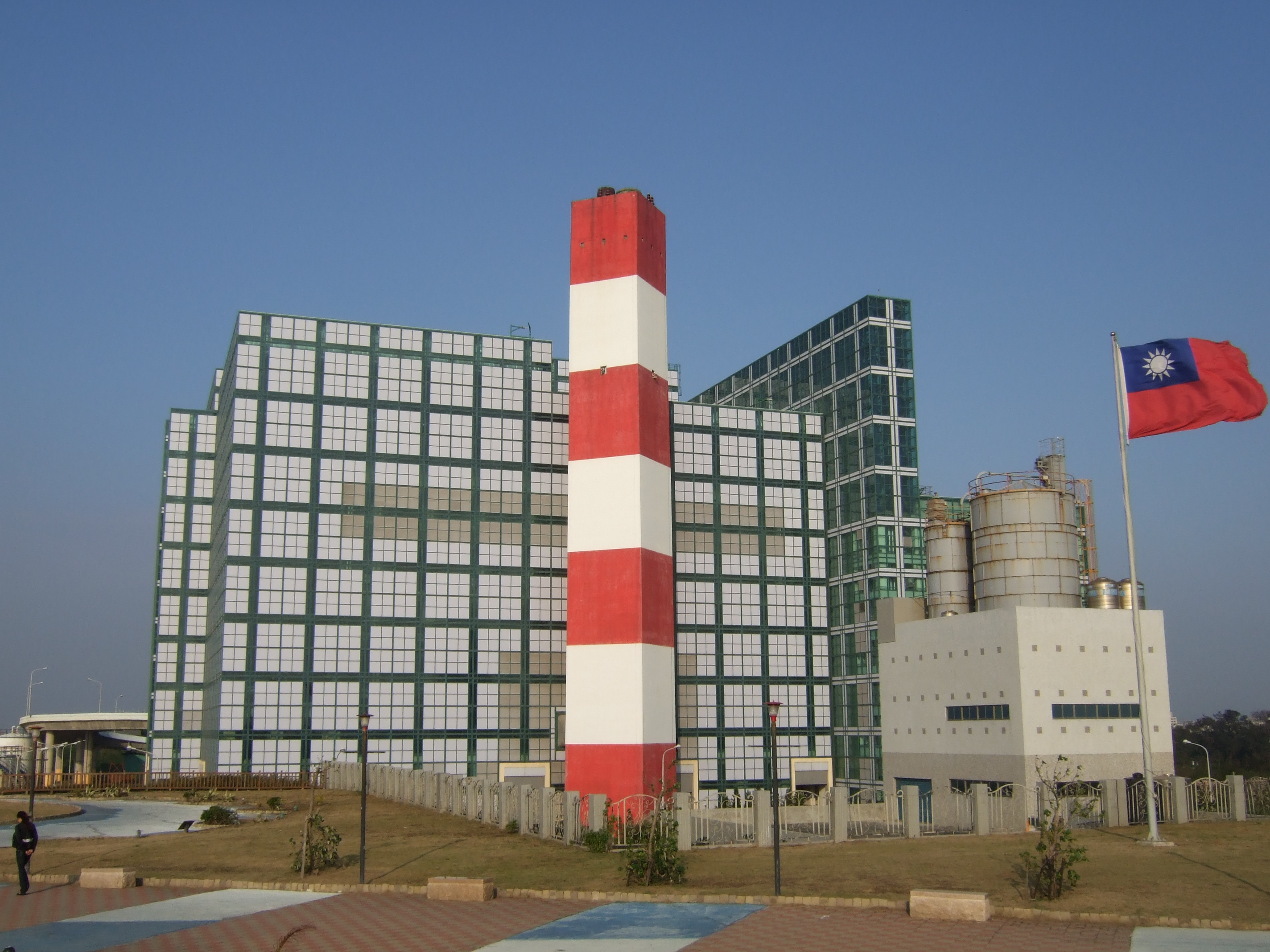
Mülldepot der Stadt Hsinchu

In Hsinchu wurde eine zollfreie Zone – der Hsinchu-Wissenschaftspark – eingerichtet, in dem mehr als 20 Halbleiter-Werke errichtet wurden. Unter anderem befinden sich in dem Gewerbepark die Unternehmenssitze des LCD-Flachbildschirmherstellers AU Optronics und der zwei weltgrößten Halbleiter-Foundries: Taiwan Semiconductor Manufacturing Company Limited – TSMC (die weltweit größte unabhängige, auf Halbleiter spezialisierte Foundry [Chipfabrik]) und UMC. Daneben gibt es hier weitere Halbleiterunternehmen wie Elan, Winbond und Powerchip. Die Unternehmen Sinonar und NexPower stellen hier Solarzellen und Solarmodule, die Firma Tecom Telekommunikations-Einrichtungen her.

## Klima
|                        | Jan  | Feb   | Mär   | Apr   | Mai   | Jun   | Jul  | Aug   | Sep   | Okt  | Nov  | Dez  |   |         |
| Mittl. Temperatur (°C) | 15,5 | 15,9  | 17,9  | 21,7  | 24,9  | 27,4  | 29   | 28,7  | 27,1  | 24,2 | 21,2 | 17,7 | ⌀ | 22,6    |
| Mittl. Tagesmax. (°C)  | 18,9 | 19,4  | 21,4  | 25,2  | 28,6  | 31    | 32,9 | 32,6  | 31    | 27,8 | 24,9 | 21,2 | ⌀ | 26,3    |
| Mittl. Tagesmin. (°C)  | 12,9 | 13,4  | 15,2  | 18,8  | 21,8  | 24,4  | 25,7 | 25,6  | 24,1  | 21,6 | 18,5 | 15   | ⌀ | 19,8    |
|                        |      |       |       |       |       |       |      |       |       |      |      |      |   |         |
| Niederschlag (mm)      | 64,5 | 142,1 | 168,1 | 164,1 | 232,8 | 261,1 | 141  | 182,4 | 214,2 | 62   | 38,1 | 47,7 | Σ | 1.718,1 |
|                        |      |       |       |       |       |       |      |       |       |      |      |      |   |         |
| Sonnenstunden (h/d)    | 3,4  | 3,3   | 3,1   | 3,5   | 4,8   | 5,9   | 7,6  | 6,8   | 6,5   | 6,2  | 5,1  | 4,5  | ⌀ | 5,1     |
|                        |      |       |       |       |       |       |      |       |       |      |      |      |   |         |
| Regentage (d)          | 9,6  | 11,6  | 13,7  | 12,9  | 11,3  | 10,8  | 8,3  | 10,5  | 8,8   | 5,3  | 5,8  | 6,9  | Σ | 115,5   |

| 12,9 |

| 13,4 |

| 15,2 |

| 18,8 |

| 21,8 |

| 24,4 |

| 25,7 |

| 25,6 |

| 24,1 |

| 21,6 |

| 18,5 |

| 15 |

| 12,9 |

| 13,4 |

| 15,2 |

| 18,8 |

| 21,8 |

| 24,4 |

| 25,7 |

| 25,6 |

| 24,1 |

| 21,6 |

| 18,5 |

| 15 |

## Höhere Bildung und Forschungseinrichtungen
In Hsinchu sind die Staatliche Tsing-Hua-Universität (NTHU) und die Staatliche Yang-Ming-Chiao-Tung-Universität (NCTU) ansässig. Erstere wurde 1911 als Vorbereitungsschule für ein weitergehendes Studium in den USA in Peking gegründet und 1925 zu einer Volluniversität erweitert (Tsing-Hua-Universität). Während des Zweiten Weltkrieges bzw. Chinesischen Bürgerkrieges vereinigte sich die Tsing-Hua-Universität mit der Staatlichen Universität Peking und der Staatlichen Universität Nankai. Im Zuge des Bürgerkrieges kam zu einer Spaltung und ein Teil der Fakultät zog 1955 nach Hsinchu. Dort wurde das Tsing-Hua-Institut für Nuklearwissenschaften gegründet. Aus diesem entstand 1956 die Staatliche Tsing-Hua-Universität.
Beide Universitäten stehen seit ihrer Gründung in starker Konkurrenz. Die Rivalität zeigt sich besonders im jährlichen Mei-Chu-Turnier / Mei-Zhu-Turnier (梅竹賽 / 梅竹赛,  Méi-Zhú-Sài), einer Serie von Sport- und Spielwettkämpfen im März. Das Verhältnis wird gern mit dem von Athen (NTHU) und Sparta (NCTU) verglichen oder mit Cambridge und Oxford.
Im Bezirk Xiangshan befinden sich die Chung-Hua-Universität, die Hsuan-Chuang-Universität und die Yuanpei-Universität für Naturwissenschaft und Technik. Hsinchu ist zudem der Sitz einiger Forschungsinstitute:
- Forschungsinstitut für Industrietechnologie (ITRI)[8]
- NSRRC Nationales Synchrotron-Zentrum[9]
- NCHC Nationales Supercomputer-Zentrum[10]
- NCTS Nationales Zentrum für Theoretische Wissenschaften[11]

## Schwesterstädte
Die Stadt Hsinchu hat folgende zehn Schwesterstädte bzw. -regionen (mit Datum des Abkommens):
- Richland, Washington, USA (6. Juni 1988)
- Beaverton, Oregon, USA (7. Juni 1988)
- Cary, North Carolina, USA (31. März 1993)
- Fairfield City, New South Wales, Australien (8. September 1994)
- Chiayi, Republik China auf Taiwan (9. Oktober 2002)
- Okayama, Japan (21. April 2003)
- Plano, Texas, USA (22. September 2003)
- Puerto Princesa, Palawan, Philippinen (10. Februar 2006)
- Cupertino, Kalifornien, USA (9. März 2007)
- Airai, Palau (20. April 2011)

## Söhne und Töchter der Stadt
- Chen Chin (1907–1998), Malerin
- Yuan T. Lee (* 1936), US-amerikanisch-taiwanischer Chemiker und Nobelpreisträger 1986
- Francisco Ou (1940–2021), Politiker und Außenminister von Taiwan
- Shue Ming-shu (* 1940), Radrennfahrer
- Chi Cheng (* 1944), Leichtathletin und Politikerin
- David Wu (* 1955), US-amerikanisch-taiwanischer Politiker, demokratisches Mitglied des US-Repräsentantenhauses für Oregon
- Cho-Liang Lin (* 1960), US-amerikanisch-taiwanischer Violinist
- Peng Hsien-yin (* 1989), Tennisspieler
- Yang Tsung-hua (* 1991), Tennisspieler
- Lin Shih-chia (* 1993), Bogenschützin